# Носырев, Анатолий Геннадьевич
Анатолий Геннадиевич Носырев (род. 29 мая 1977, Новочеркасск, СССР) — российский кикбоксер, неоднократный чемпион мира в разделе фулл-контакт. Известен тем, то на протяжении двух лет (2007—2009 гг.) завоевал семь чемпионских поясов в кикбоксинге, в том числе по наиболее престижным версиям.

## Образование
В 1994 году окончил среднюю школу № 1 Новочеркасска с серебряной медалью. В том же году поступил на механический факультет Южно-Российского государственного технического университета (Новочеркасский политехнический институт) по специальности «Организация дорожного движения», который окончил в 1999 году с красным дипломом. На защите диплома Анатолию была дана рекомендация в аспирантуру, куда он подал документы, но поступать не стал, сделав в тот момент выбор в пользу спорта. В 2007 году получил ещё один красный диплом по направлению «Юриспруденция» в том же вузе. Впоследствии обучался в Северо-Кавказской академии госслужбы по специальности «Государственное и муниципальное управление» (выпуск 2013 года).

## Спортивная карьера
Начал заниматься боксом в возрасте 7-и лет в секции своего отца Геннадия Анатольевича Носырева (двукратный серебряный призёр чемпионатов РСФСР). В 1991 и 1993 годах становился призёром юношеских первенств России.
В 1995 году выполнил норматив мастера спорта по боксу. В 1997 году стал призёром Чемпионата Вооружённых сил России. В 1998 году — призёром Чемпионата России среди студентов. В 2000-м — призёром Кубка России. В 2004 году выполнил норматив мастера спорта по рукопашному бою, став призёром чемпионата МВД России.
В 2001 году Носырев принял решение перейти в кикбоксинг (раздел фулл-контакт). Выступая в любительских чемпионатах, дважды становился чемпионом мира по версиям IAKSA (2002 год) и WKA (2006 год). По версии WAKO в 2003 году Носырев стал серебряным призёром чемпионата мира в категории до 86 кг, проиграв в финале Муамеру Хукичу.
С 2005 года Носырев начал выступать на профессиональном ринге в супертяжёлом весе. В апреле 2007 года Анатолий, нокаутировав чеха Мартина Беркама, завоевал первый профессиональный титул по версии WBKF. В августе 2007 года Носырев приобрёл второй чемпионский пояс — по версии ISKA, побив американца Лео Келли. А в завершение года в ноябре ему удалось стать трёхкратным чемпионом мира, отобрав пояс WKA у португальца Витора Матуша. Этот бой в родном для Носырева Ростове-на-Дону был организован промоутером спортсмена Русланом Суноваровым.
В феврале 2008 года победа над хорватом Леонардо Комчичем принесла Носыреву ещё два чемпионских пояса: по версиям WKF и W5. Бой Анатолий проводил через четыре дня после трагической смерти своей жены Елены Сабитовой. В декабре 2008 года попытался завоевать титул чемпиона мира по версии WAKO-Pro, однако проиграл решением судей немцу Алексу Мельхеру.
В апреле 2009 года выиграл у португальца Давида Мачаду, добавив в свою «коллекцию» чемпионский пояс по версии WKN. А в мае 2009 года должен был состояться реванш с Алексом Мельхером, однако немец неожиданно отказался от боя, оставив титул чемпиона WAKO-Pro. Вакантный пояс Носырев разыграл с хорватом Дамиром Товаровичем, которого победил единогласным решением судей в 12-раундовом бою.
Летом 2009 года разорвал отношения с менеджером. В конце года принял решение попробовать себя в смешанных единоборствах, подписав контракт с организацией ProFC. Тренируясь вместе с Алексеем Олейником и Александром Емельяненко, успешно дебютировал в новом спорте, выиграв досрочно у Юрия Горбенко в марте 2010 года. Однако поражение в апреле 2011 года Руслану Магомедову болевым на руку на 29 секунде первого раунда подтолкнуло Носырева вернуться в кикбоксинг.
В 2010 году выиграл 2 чемпионата России — в разделе фулл-контакт с лоу-киком (г. Белгород) и в разделе К-1 (г. Таганрог), где из 6-и проведённых боев 4 завершил досрочно.
В 2011 году принял участие в турнире Fight Code. На этот раз выступал в кикбоксинге формата К-1 (к этому против его воли подталкивал менеджер ещё в 2009 году). На этот турнир Анатолий поехал прямо из больницы через 2 недели после операции на ногу (абсцесс подошвы левой стопы), оставив врачам расписку о том, что снимает с них всю ответственность за последствия. В июле 2011 года Анатолий проиграл хорвату Младену Куюнджичу, выбыв из турнира на стадии 1/8 финала — бой был остановлен врачом ввиду открывшегося кровотечения разреза левой стопы.

## Достижения в спорте

### Профессиональный спорт
- 2007 — чемпион мира по версии WKA (+95 кг)
- 2007 — чемпион мира по версии ISKA (+101,5 кг)
- 2007 — чемпион мира по версии WBKF (+93 кг)
- 2008 — чемпион мира по версии W5 (+94 кг)
- 2008 — чемпион мира по версии WKF (+94 кг)
- 2009 — чемпион мира по версии WAKO-Pro (+ 94,2 кг)
- 2009 — чемпион мира по версии WKN (+96,6 кг)

### Любительский спорт
- 1991 — победитель Первенства СССР по боксу среди юношей (г. Новороссийск) (46 кг)
- 1997 — призёр Чемпионата Вооруженных Сил России по боксу (г. Ростов-на-Дону) (71 кг)
- 1998 — призёр Чемпионата России среди студентов по боксу (г. Тюмень) (75 кг)
- 2000 — чемпион ЦС «Динамо» по боксу (г. Киров) (81 кг)
- 2000 — призёр Чемпионата России по боксу (г. Пермь) (81 кг)
- 2001 — чемпионат мира IAKSA  81 кг
- 2002 — чемпионат мира IAKSA  81 кг
- 2003 — чемпионат мира WAKO  86 кг
- 2004 — призёр Чемпионата МВД России по боксу (г. Москва) (91 кг)
- 2004 — чемпионат Европы WAKO серебряная медаль 91 кг
- 2004—2005 — призёр Чемпионата МВД России по рукопашному бою (90 кг и +91 кг)
- 2006 — призёр Чемпионата МВД России по боксу (г. Москва) (+91 кг)
- 2006 — чемпионат мира WKA  +91 кг
- 2010 — призёр Спартакиады УФССП России по комплексному единоборству (+90 кг)